# プラネックスコミュニケーションズ
プラネックスコミュニケーションズ株式会社（英: PLANEX COMMUNICATIONS INC.）は、東京都渋谷区恵比寿西に本社を置く企業。パソコンの周辺機器やネットワーク機器、ソフトウェアの開発、コンサルティングなどを手がける。
1995年（平成7年）設立。ネットワーク機器の価格破壊による普及拡大を掲げ、2001年（平成13年）にJASDAQへ上場、2009年（平成21年）には持株会社化した。
(1) 情報通信・ネットワーク関連製品事業、(2) 自動車流通事業、(3) 店頭外国為替証拠金取引等事業、(4) 不動産事業という4つの基幹事業のうち、(1) および (2) が経営不振に陥り、事業構造改革のため2014年（平成26年）にMBOで株式を非公開化し、上場廃止となった。

## 沿革
- 1995年（平成7年）7月10日 - 会社設立[1]。当時の社名は「プラネットジャパン株式会社」[3]。
- 1996年（平成8年）7月 - 社名をプラネットコミュニケーションズ株式会社に変更[3]。
- 1998年（平成10年）2月 - 現在の社名に変更[3]。
- 2001年（平成13年）7月 - JASDAQに上場[3]。
- 2005年（平成17年）7月 - 東京都渋谷区東三丁目に本社移転。
- 2009年（平成21年）10月1日 - 社名をプラネックスホールディング株式会社に変更、持株会社化。同社完全子会社としてプラネックスコミュニケーションズ株式会社を設立し、事業継承[4]。
- 2010年（平成22年）8月 - 子会社のプラネックスフォースシステムズにて、自動車流通事業を開始。
- 2012年（平成24年）
  - 3月 - 本社移転。子会社の外為ジャパンとプラネックスフォースシステムズが、株式会社EMCOMホールディングスから株式会社EMCOM CONSULTINGを買収。同社をプラネックスコンサルティング株式会社に商号変更。
  - 9月 - 子会社の外為ジャパンが、既存の外国為替証拠金取引業を株式会社DMM.com証券に会社分割で承継。PLANEX TRADE.COM株式会社に商号変更。
  - 12月 - プラネックスコンサルティング株式会社を清算結了。
- 2013年（平成25年）2月 - 子会社のプラネックスフォースシステムズをプラネックスカーズ株式会社に商号変更。
- 2014年（平成26年）
  - 10月 - マネジメント・バイアウトを目的とする株式公開買付けにより、親会社のドリームイメージズ有限会社、その子会社で公開買付けを行った株式会社AMK及び久保田克昭が、合計約89％の議決権を取得。
  - 12月 - 上場廃止
- 2015年（平成27年）1月 - プラネックスホールディングがPLANEX TRADE.COMを吸収合併
- 2019年（令和元年）9月9日 - 本社を東京都目黒区中根1-24-13に移転[8]。
- 2022年（令和4年）7月22日 - 本社を現在の所在地に移転[9]。

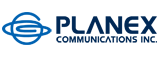
旧ロゴ

## 製品

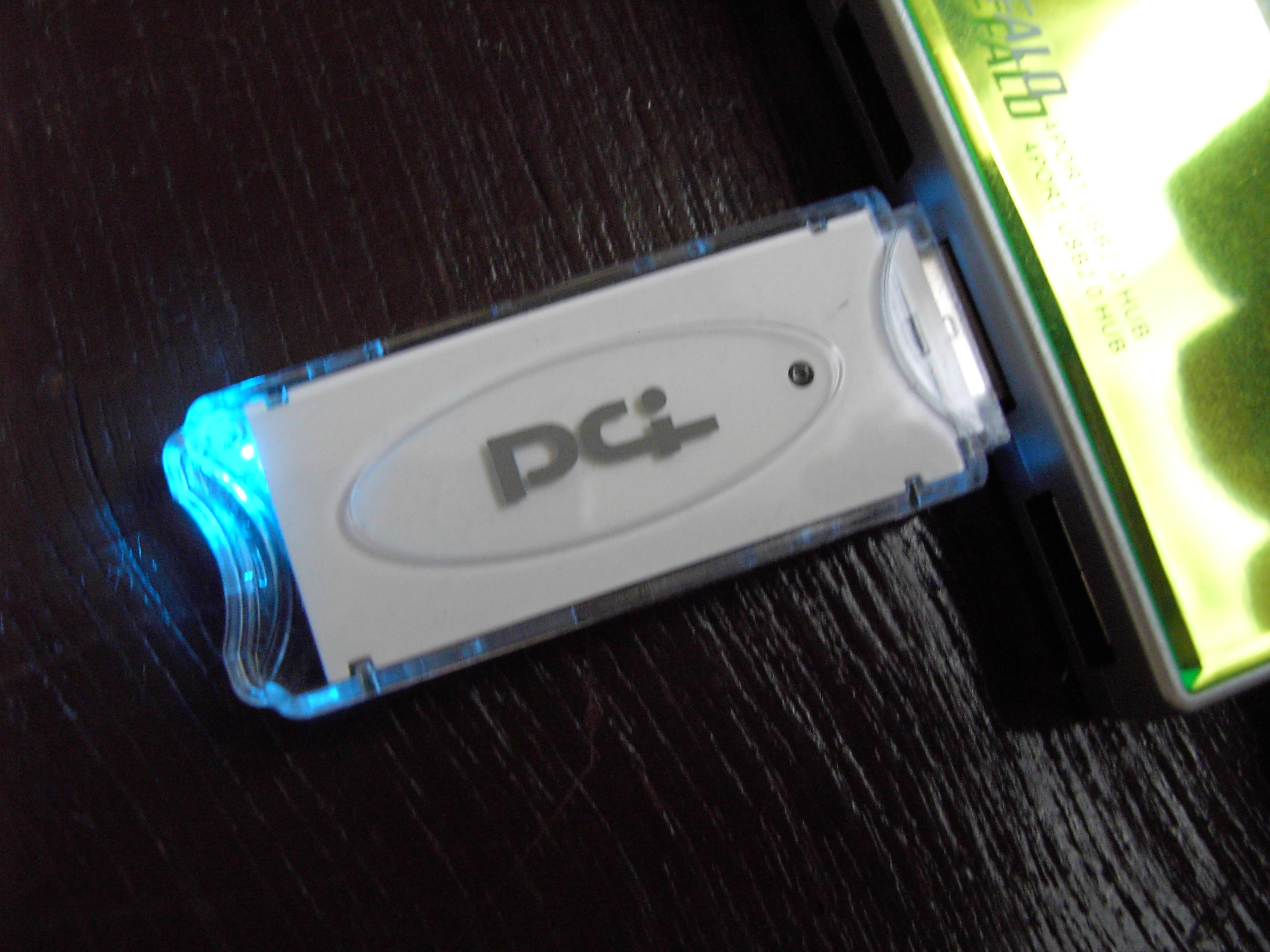
無線LANアダプタ (USB)
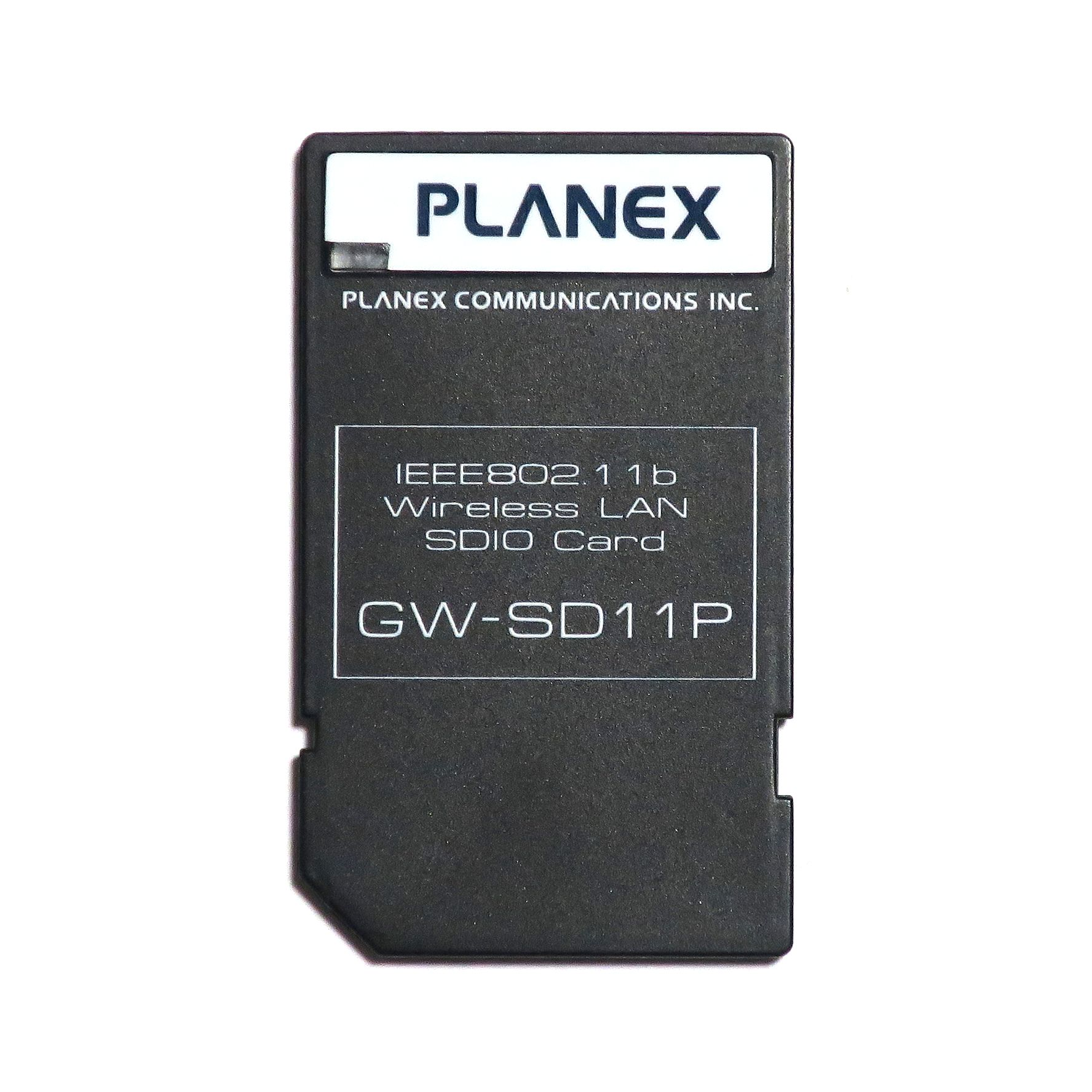
無線LANアダプタ (SDIO)

## グループ企業
- プラネックスカーズ株式会社（旧・株式会社アメリカンメガトレンド→プラネックスフォースシステムズ株式会社）
- PLANEX TRADE.COM株式会社（外国為替証拠金取引業）

### 海外拠点
- PLANEX COMMUNICATIONS INC. (台湾)